# 東京都立荻窪高等学校
東京都立荻窪高等学校（とうきょうとりつおぎくぼこうとうがっこう、英: Tokyo Metropolitan Ogikubo High School）は、東京都杉並区荻窪五丁目にある東京都立高等学校。

## 概要
2007年から昼間部2部（Ⅰ・Ⅱ部）と夜間部（Ⅲ部）を併設する昼夜間定時制（三部制）の単位制・普通科高等学校となっている。通称は「荻高（おぎこう）」。
かつては全日制・夜間定時制を併設する学年制・普通科高等学校であった。旧夜間定時制の通称は「荻定（おぎてい）」。

## 設置学科
- 2007年3月閉課
  - 全日制課程　普通科
- 2010年3月閉課
  - 定時制課程　普通科（夜間）
- 2007年4月新設
  - 定時制課程　普通科（朝昼夜三部制単位制）

## 沿革

### 旧荻窪高校
- 1935年　東京市杉並高等家政女学校として開校
- 1948年　東京都立荻窪高等学校と改称
- 1967年　学校群制度導入。豊多摩、杉並の各校と33群を組む。
- 1982年　グループ合同選抜制度導入。31グループに編成される。
- 1994年　単独選抜となる。
- 2005年
  - 全日制課程生徒募集停止。
  - 4月 杉並地区昼夜間定時制高等学校（仮称）開設準備室設置。
  - 5月 仮設校舎建設。
  - 9月 校舎の大規模改修工事開始。
- 2007年
  - 全日制課程廃止、夜間定時制課程（学年制）の生徒募集停止。
  - 4月 昼夜間定時制（単位制）開課程。
  - 12月 改装した校舎での授業開始。

### 現荻窪高校
- 2005年4月　杉並地区昼夜間定時制高等学校（仮称）開設準備室設置
- 2005年5月　仮設校舎建設
- 2005年9月　校舎の大規模改修工事開始
- 2007年4月　新設の昼夜間単位制定時制高校として開校
- 2007年12月　改装した校舎での授業開始
- 2008年4月　武蔵高校荻窪分校を校内に開設。これは武蔵高校の中高一貫化に伴い、武蔵高校定時制を本校内に移転させたもの（2010年3月閉課）
- 2010年3月　従来からの（学年制）定時制課程閉課および武蔵高校荻窪分校定時制課程閉校

## 部活動
運動部
- 男子バレーボール
- 女子バレーボール
- 剣道
- バドミントン
- バスケットボール
- 卓球
- 野球
- 硬式テニス
- 陸上競技
- ハイキング

文化部
- 吹奏楽
- 美術
- 軽音楽
- 漫画研究
- 生物
- 演劇
- 写真
- ゲーム

### 同好会
- サッカー
- トレーニング

- 鉄道研究
- 合唱
- 中国語
- 家庭科
- パソコン研究

## 所在地
東京都杉並区荻窪5-7-20

## 交通
JR中央線・地下鉄丸ノ内線荻窪駅南口下車徒歩5分

## 著名な出身者
- 中村梅雀（俳優）
- 佐藤万理（女優）
- 宮川賢（ラジオパーソナリティー）
- 昔々亭慎太郎（落語家）
- 江端兄弟（定時制）
- 田中大地　(men's eggモデル)
- 野口大輔（俳優/転学）
- 冨岡大吾（サッカー選手）
- 瀬戸健一郎（政治家）
- 川上愛美（アイドルグループPLC元メンバー）